# Polifenol
Polifenoli su strukturna klasa prirodnih, sintetičkih, i semisintetičkih organskih hemikalija koja je karakterisana prisustvom velikog broja fenolnih strukturnih jedinica. Broj i karakteristike tih fenolnih struktura su osnova jedinstvenih fizičkih, hemijskih, i bioloških (metaboličkih, toksičnih, terapeutskih, itd.) osobina pojedinih članova polifenolne klase. Ime je izvedeno iz poli, od antičke grčke reči πολύς (polus, sa značenjem “mnogi”) i reči fenol koja se odnosi na hemijsku strukturu formiranu vezivanjem aromatičnog benzenoidnog prstena, i hidroksilne (-OH) grupe, što podseća na alkohole (otuda sufiks "-ol"). Termin polifenol je u upotrebi od 1894.

## Spoljašnje veze
- Grupe polifenola
- Fenoli